# Zoutepolder
De Zoutepolder is een polder ten zuidwesten van Kloosterzande, behorende tot de Polders van Hontenisse en Ossenisse.
De polder werd reeds vóór 1200 ingedijkt door de monniken van de Abdij Ten Duinen. Ze meet 229 ha.
Vroeger werd de polder -van west naar oost- onderverdeeld in De Kleyne Keune, De Middel Keune en De Swarte Keune.
Burghpolder · Clinge- en Kieldrechtpolders · Clingepolder · Dullaertpolder · Eekenissepolder · Graauwsche Polders · Havenpolder · Hertogin Hedwigepolder · Hoof- en Molenpolder · Hooglandpolder · Kieldrechtpolders · Kievitpolder · Kleine Molenpolder · Koningin Emmapolder · Langendampolder · Louisapolder · Mariapolder (Hulst) · Melopolder · Mispadpolder · Molenpolder (Hulst) · Nijspolder · Noordhofpolder · Oude Graauwpolder · Oudelandpolder · Polders tussen Lamswaarde en Hulst · Polders van Hontenisse en Ossenisse · Saaftingepolders · Saeftingepolder · Ser-Pauluspolder · Stoofpolder · Van Alsteinpolder · Vitshoek · Willem-Hendrikspolder · Zandpolder · Zoutepolder